# Priscilla (pomme)
Pour les articles homonymes, voir Priscilla.
Priscilla est un cultivar de pommier domestique obtenu aux États-Unis.

## Description
La variété est référencée Co-op4.

## Parenté
Croisement Starking x PRI 610-2 effectué par des universités américaines (« PRI » : Purdue, Rutgers et Illinois) pour sélectionner des pommes résistantes à la tavelure.
Descendants : Santana

## Pollinisation
Groupe de floraison : D, 3 jours après Golden Delicious